# Rock in Rio

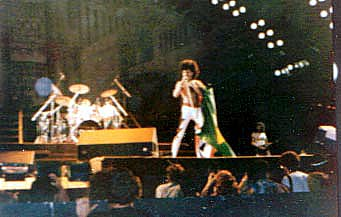
Queen na Rock in Rio 1985

Rock in Rio byl největší rockový festival, který se konal v Brazílii. Osmkrát se uskutečnil v Rio de Janeiru (v letech 1985, 1991, 2001, 2011, 2013, 2015, 2017 a 2019), osmkrát v portugalském Lisabonu (v letech 2004, 2006, 2008, 2012, 2014, 2016 a 2018) třikrát v Madridu (v letech 2008, 2010 a 2012) a v roce 2015 v Las Vegas. Na rok 2020 je plánován v Lisabonu, na rok 2021 v Riu a v Santiagu.
Rock in Rio se poprvé uskutečnilo v roce 1985, trvalo deset dní a navštívilo jej asi 1,4 milionu fanoušků. Hlavními hvězdami byly kapely Queen a Iron Maiden. Queen odehráli na festivalu dva koncerty, oba byly vysílány televizí a ve více než 60 zemích je sledovalo asi 200 milionů lidí. Každý z koncertů Queen navštívilo asi 325 000 platících diváků a Iron Maiden navštívilo asi 300 000 platících diváků, čímž byl ustanoven nový světový rekord, který byl překonán až v roce 2003 koncertem Molson Canadian Rocks for Toronto, který navštívilo 490 000 platících diváků.
Rock in Rio 2 se uskutečnilo v roce 1991 na stadionu Maracanã a hlavními hvězdami byli Judas Priest, Guns N' Roses, Faith No More a Megadeth.
Rock in Rio 3 se uskutečnilo až v roce 2001 a hlavními hvězdami byly kapely Iron Maiden, R.E.M. a the Red Hot Chili Peppers. Iron Maiden vydali záznam svého vystoupení na CD Rock in Rio. Kapela Guns N' Roses vystoupila na festivalu v nové sestavě a po mnohaleté odmlce.
Další dva festivaly Rock in Rio se uskutečnily v Lisabonu. Kontroverzi vzbudilo rozhodnutí ponechat jméno festivalu a na protest proti tomuto se v Brazílii uskutečnil festival Rock in Rio Tejo. V Portugalsku konané festivaly se uskutečnily v letech 2004, kdy byly hlavními hvězdami Metallica, Sting a Paul McCartney, a 2006, kdy vystoupili Guns N' Roses, Shakira, The Darkness, Red Hot Chili Peppers, Carlos Santana, Roger Waters, Kasabian, Sting, Anastacia a v roce 2011 byl koncert v Rio de Janeiro kde vystoupily skupiny Metallica, Katy Perry, Slipknot a další. V roce 2013 také v Rio de Janeiro vystoupily Iron Maiden, Ghost a Jessie J a další, v roce 2014 v Lisabonu vystoupily skupiny jako Linkin Park a Justin Timberlake a mnozí další…